# Copa de Competencia 1904 (Uruguay)
La Copa de Competencia 1904 fue la edición inaugural de esta competencia organizada por The Uruguay Association Football League.
El ganador fue el CURCC, quien venció en la final a Nacional por 2 a 1, accediendo a las semifinales de la Cup Tie Competition.
La Zona Uruguaya de la Copa Competencia comenzó a disputarse por separado a partir de 1907, hasta 1906 se disputaba la llave uruguaya en el marco de la Copa Competencia Argentina.

## Sistema de disputa
Se jugó por eliminación directa a un solo partido.

## Equipos participantes
| Equipo    | Ciudad     |
| --------- | ---------- |
| Albion    | Montevideo |
| CURCC     | Montevideo |
| Deutscher | Montevideo |
| Nacional  | Montevideo |

### Renuncia
| Equipo               | Ciudad     |
| -------------------- | ---------- |
| Montevideo Wanderers | Montevideo |

## Fase final

### Cuadro de desarrollo
|  | Semifinales | Semifinales |          |       | Final | Final |  |
|  |             |             |          |       |       |       |  |
|  |             |             |          |       |       |       |  |
|  | CURCC       | 4           |          |       |       |       |  |
|  | CURCC       | 4           |          |       |       |       |  |
|  | Albion      | 0           |          |       |       |       |  |
|  | Albion      | 0           |          | CURCC | 2     |       |  |
|  |             |             |          | CURCC | 2     |       |  |
|  |             |             | Nacional | 1     |       |       |  |
|  | Nacional    | 2           | Nacional | 1     |       |       |  |
|  | Nacional    | 2           |          |       |       |       |  |
|  | Deutscher   | 1           |          |       |       |       |  |
|  | Deutscher   | 1           |          |       |       |       |  |
|  |             |             |          |       |       |       |  |

### Semifinal
| 17 de julio de 1904 | CURCC | 4:0 | Albion |  |  |

| 17 de julio de 1904 | Nacional | 2:1 | Deutscher |  |  |

### Final
| 24 de julio de 1904 | CURCC                             | 2:1 | Nacional          | Field del Albion, Montevideo |  |
|                     | Aniceto Camacho · Edmundo Acevedo |     | Alejandro Cordero |                              |  |

|                           |
|                           |
| Campeón CURCC 1.er título |